# کاندل (شهر)
شهر کاندل (به آلمانی: Kandel) در ایالت راینلاند-فالتس در کشور آلمان واقع شده‌است.

## نگارخانه

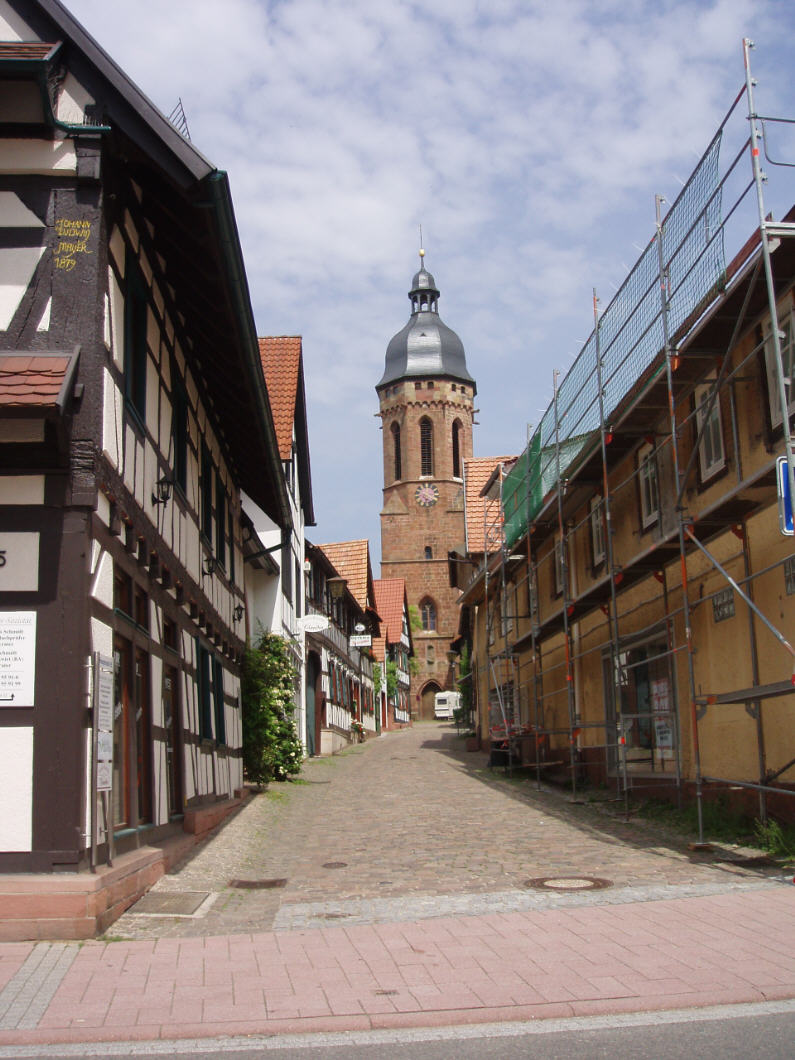
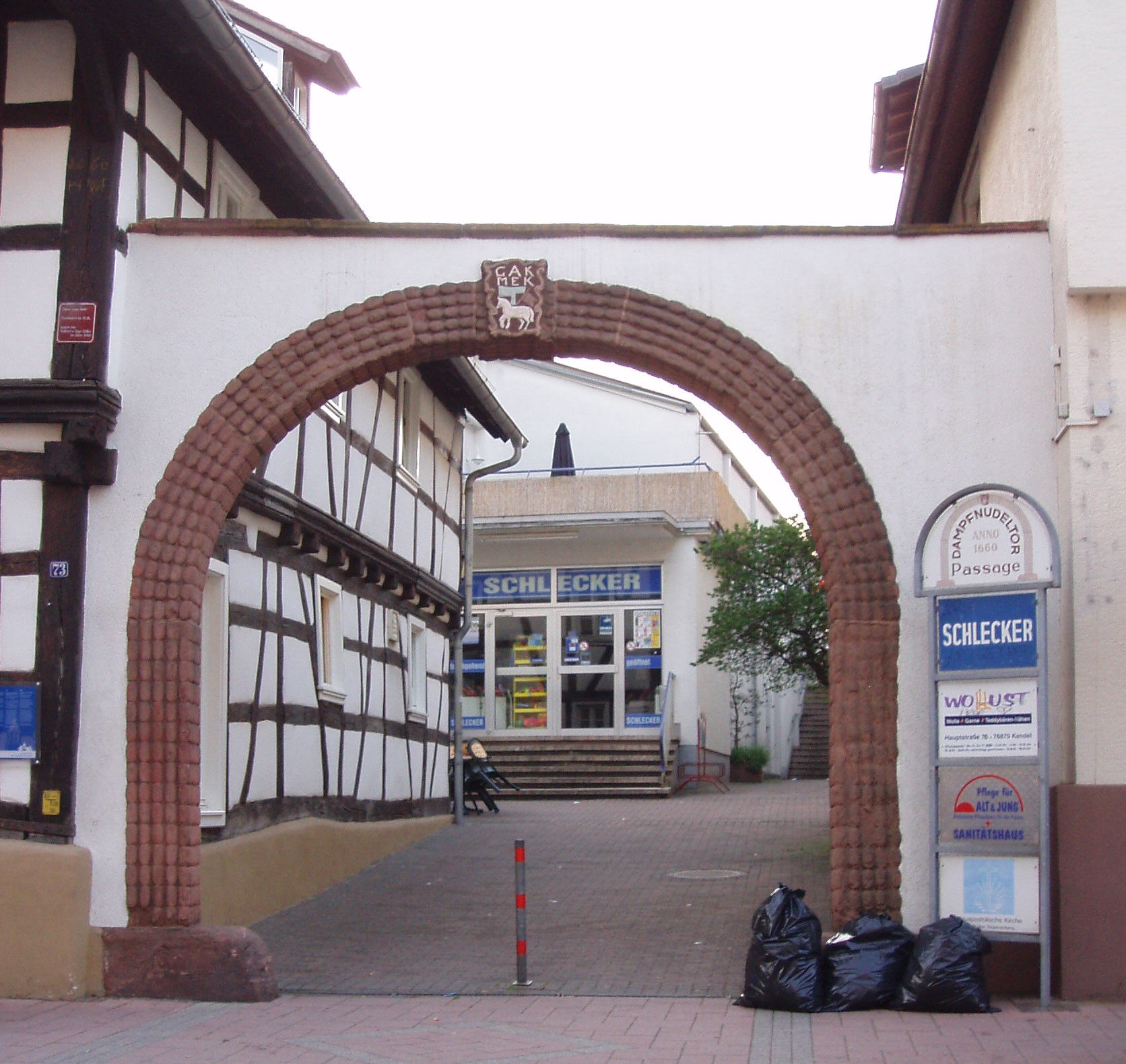
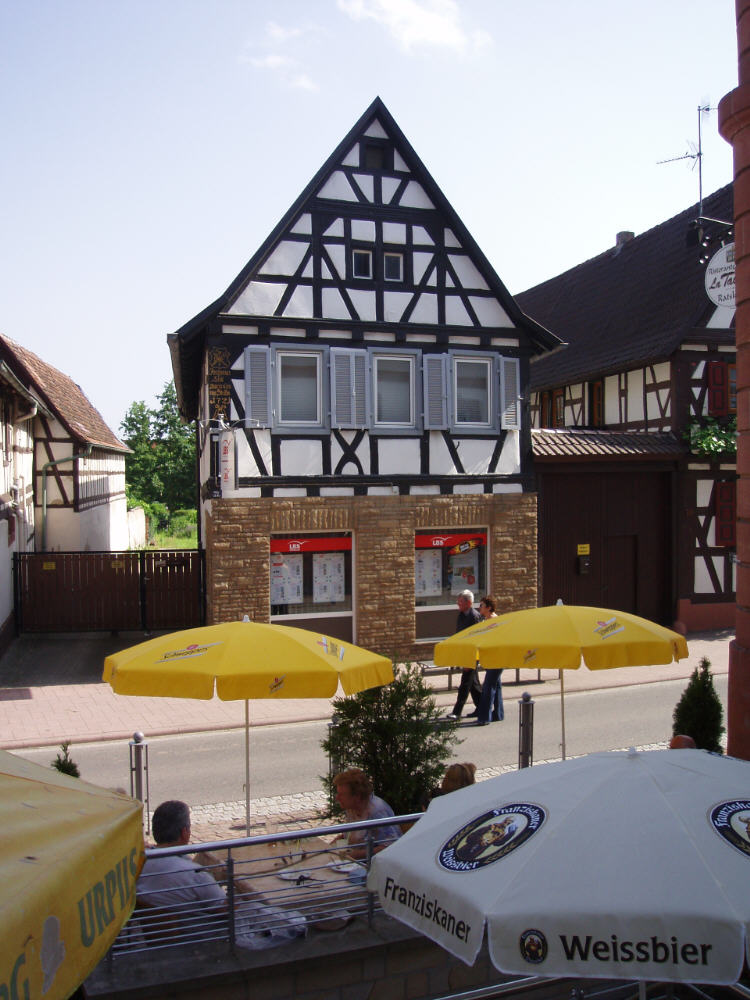
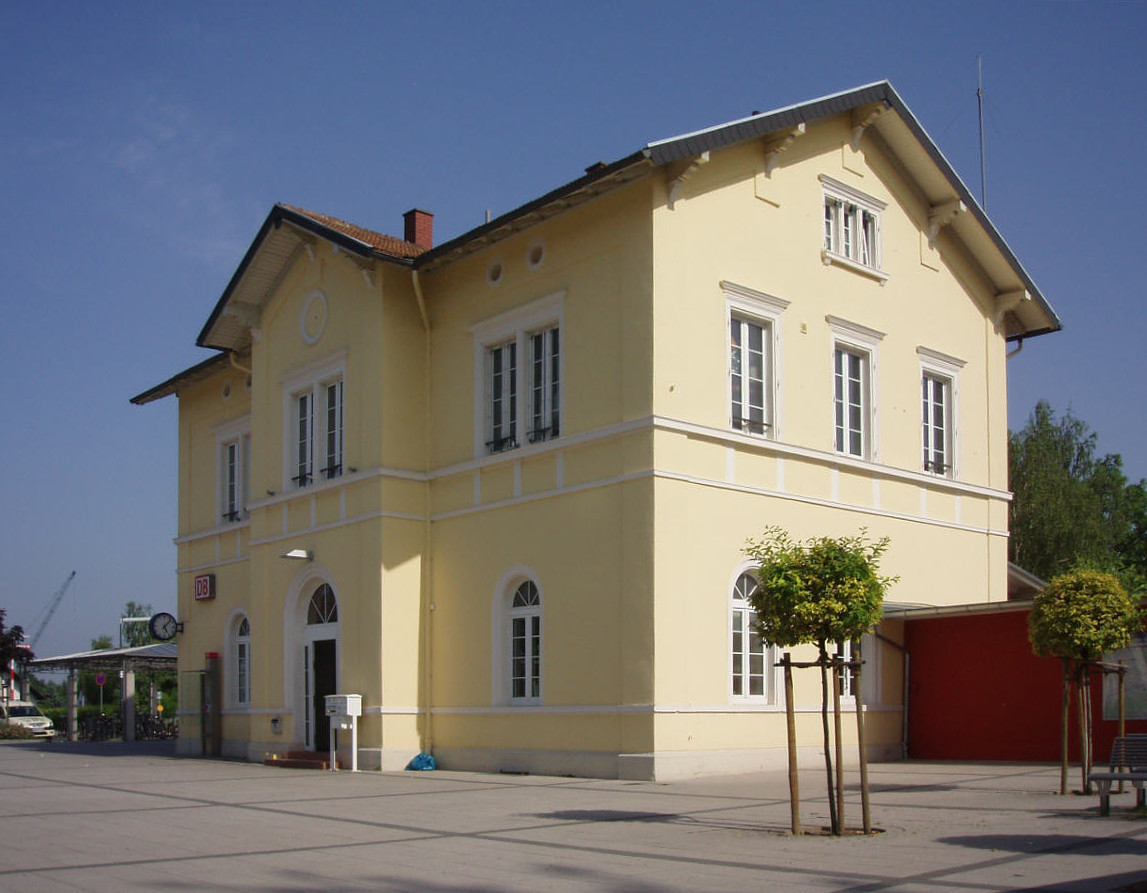